# General Pfeifendeckel
General Pfeifendeckel (im Original On the Double) ist eine US-amerikanische Filmkomödie vor dem Hintergrund des Zweiten Weltkrieges von Melville Shavelson aus dem Jahre 1961. Die Erstaufführung in Deutschland fand am 22. Dezember 1961 statt. In Deutschland erschien der Film zeitweise auch unter dem Titel Unternehmen Pappkamerad.

## Handlung
1944 warten amerikanische Soldaten in einem Camp im Südosten Englands auf den Beginn der Invasion des europäischen Festlandes. Unter den Soldaten befindet sich auch Ernie Williams. Er ist als feiger Hypochonder bekannt, hat aber ein hervorragendes Talent: er kann Leute treffend imitieren. Eines Abends wird er aus Spaß überredet, den Kommandeur General Lawrence MacKenzie Smith zu imitieren. Ernie versucht, als General das Lager zu verlassen, kommt aber nur bis zum Tor.
Ernie landet vor dem Kriegsgericht. Colonel Somerset vom Militär-Geheimdienst kann Ernie für die Operation "Dead Pigeon" (auf Deutsch: Tote Taube) gewinnen. Dabei soll Ernie den General nochmals verkörpern, um ein geplantes Attentat auf ihn zu verhindern und einige Offiziere als deutsche Agenten zu entlarven. Zwar kann Ernie die Frau des Generals, Lady Margaret, nicht täuschen, doch auf einer Regimentsparty gelingt es ihm, die Offiziere hinters Licht zu führen. Um die Tarnung aufrechtzuerhalten, betrinkt er sich auf Anraten Lady Margarets und streitet sich mit ihr. Lady Vivian, die Schwester des Generals, ist irritiert aber ebenso zu betrunken, um etwas zu unternehmen.
Der General hat eine attraktive Ordonnanz-Offizierin, Sergeant Stanhope. Ernie findet zu spät heraus, dass auch sie eine deutsche Agentin ist. Auf ihr Betreiben hin wird er entführt und nach Berlin gebracht. Die deutschen Geheimdienstler versuchen Informationen über die geplante Invasion aus ihm herauszuholen. Ernie verwirrt die Deutschen mit ausgedachten Operationen und Truppenbewegungen. In der daraus resultierenden Konfusion kann er fliehen. Um seinen Verfolgern zu entkommen, versteckt er sich in einem Nachtclub. Um nicht aufzufliegen, verkleidet er sich und gibt eine Vorstellung als Fräulein Lilli. Als Pilot verkleidet geht Ernie an Bord eines deutschen Bombers und springt über England mit dem Fallschirm ab. In letzter Sekunde kann Somerset Ernie davor retten, als Spion hingerichtet zu werden. Zum Schluss verlieben sich Ernie und Margaret, deren Mann, der richtige General, gefallen ist.

## Kritiken
„Launiges Lustspiel mit viel Klamauk, ganz zugeschnitten auf den glänzend spielenden Danny Kaye, dessen Sprachwitz die deutsche Synchronisation nie angemessen ist.“

„Turbulent, satirisch und mit rabenschwarzem Humor gewürzt: Danny Kaye in Bestform.“

## Hintergrund
Danny Kaye drehte nach diesem Film bis 1969 nur noch zwei weitere Filme für das Kino. Danach arbeitete er nur noch für das Fernsehen. Noch im gleichen Jahr wurde Margaret Rutherford als Miss Marple berühmt. Die Hobbydetektivin der britischen Krimiautorin Agatha Christie stellte sie vier Mal dar. Dana Wynter, die ihre Filmkarriere 1951 begann, wurde 1931 als Dagmar Winter in Berlin geboren.
Kameramann Harry Stradling sr. wurde 1946 mit dem Oscar geehrt. Einen weiteren konnte er 1965 gewinnen. Für die Ausstattung sorgten die Oscar-Preisträger Hal Pereira und Sam Comer, für die Kostüme die insgesamt achtfache Oscar-Gewinnerin Edith Head und für die Spezial-Effekte der zweifache Oscar-Preisträger John P. Fulton, der von Farciot Edouard unterstützt wurde.
Der Schauspieler Bobby Watson stellte in einer kurzen Szene Adolf Hitler dar. Watson stellte ihn in seiner Karriere insgesamt 10 Mal dar.